# 声優グラッチェ
声優グラッチェ（せいゆうグラッチェ）は、2005年12月から2007年3月まで、ラジオ関西やインターネットのアニスタ.TVで配信していたラジオ番組。
ラジオ関西では毎週金曜日26:00 - 26:30に放送されていた。アニスタTVではラジオ関西での本放送後、1日遅れで毎週土曜日に配信、バックナンバーとして過去4回分の放送を聴くことができた。また、2006年5月から12月の間では、南日本放送（MBC）でも放送されていた。

## パーソナリティ
- はりけ〜んず
- 斎藤桃子

## 番組コーナー
- ゲストでグラッチェ
  - ゲストコーナー。出演ゲストの一部は下記の項を参照。
  - 2本録りのため、2週にわたっての出演になるケースが多い。
- 業界一受けたい授業
- グラッチェ声優辞典
- 声グラ歴史館
- コーナーはないときもある。

以前は、ネット配信版ではあまり曲が流れることはなかったが、2006年5月27日には「しちゃいましょう」がフルコーラスでかかり、以後、時々オープニングトーク後に曲が流れるようになった

### 終了コーナー
- 勝手にハッピーバースデー
  - 勝手に声優の誕生日を祝うコーナー。
- 声優探偵
  - 声優について調査するコーナー。
- 極めよ声優萌え！
  - パーソナリティの3人がリスナーから投稿されたお題に挑戦するコーナー。
- 声優グラッチェ フル（期間限定？）
  - 携帯着メロサイト「着うたフル」との連動企画。
  - 番組内[はりけ〜んず前田が即興で詞・曲を作り、斎藤が歌う。

## ゲスト
※下記日付はアニスタ.TVでの配信日
| 放送日         | ゲスト出演者 | 備考 |
| -------------- | ------------ | ---- |
| 2005年11月4日  | 金田朋子     |      |
| 2005年12月24日 | 志村由美     |      |
| 2005年12月31日 | 志村由美     |      |
| 2006年1月21日  | 野川さくら   |      |
| 2006年1月28日  | 野川さくら   |      |
| 2006年2月4日   | 喜多村英梨   |      |
| 2006年2月11日  | 喜多村英梨   |      |
| 2006年3月18日  | 小清水亜美   |      |
| 2006年3月25日  | 小清水亜美   |      |
| 2006年4月1日   | 野川さくら   |      |
| 2006年4月8日   | 野川さくら   |      |
| 2006年4月15日  | 平池芳正     |      |
| 2006年4月22日  | 庄子裕衣     |      |
| 2006年6月17日  | 酒井香奈子   |      |
| 2006年6月24日  | 黒木マリナ   |      |
| 2006年7月15日  | 川本成       |      |
| 2006年7月22日  | 井ノ上奈々   |      |
| 2006年7月29日  | 津田健次郎   |      |
| 2006年8月5日   | 津田健次郎   |      |
| 2006年8月12日  | 宮崎羽衣     |      |
| 2006年8月19日  | 宮崎羽衣     |      |
| 2006年9月9日   | 平池芳正     |      |
| 2006年10月21日 | ポアロ       |      |
| 2006年10月28日 | ポアロ       |      |
| 2006年11月18日 | 井ノ上奈々   |      |
| 2006年11月25日 | 井ノ上奈々   |      |
| 2006年12月23日 | 阿部玲子     |      |
| 2006年12月30日 | 阿部玲子     |      |
| 2007年1月6日   | 小清水亜美   |      |
| 2007年1月13日  | 小清水亜美   |      |
| 2007年1月27日  | 木内秀信     |      |
| 2007年2月3日   | 井上麻里奈   |      |
| 2007年2月10日  | 井上麻里奈   |      |